# Lamania nirmala
Lamania nirmala là một loài nhện trong họ Tetrablemmidae.
Loài này thuộc chi Lamania. Lamania nirmala được Lehtinen miêu tả năm 1981.